# 薩莉瑪·哈莫施
薩莉瑪·哈莫施（1984年1月17日—）是一名阿爾及利亞排球運動員，曾代表國家參加2012年倫敦奧運的女子排球比賽，並未獲得獎牌。